# Rameau auriculaire de l'artère auriculaire postérieure
Le rameau auriculaire de l'artère auriculaire postérieure est une petite artère systémique paire située dans la tête. Il vascularise la région postérieure du pavillon de l'oreille et les muscles extrinsèques de l'oreille.

## Origine
Le rameau auriculaire est la branche terminale antérieure de l'artère auriculaire postérieure qui nait au niveau de l'auricule.

## Trajet
Le rameau auriculaire de l'artère auriculaire postérieure monte derrière l'oreille le long de l'angle cranio-auriculaire, sous le muscle auriculaire postérieur. Elle se distribue ensuite à l'arrière du pavillon auriculaire, sur lequel elle se ramifie finement. Certaines branches contournent le bord du cartilage, d'autres le perforent, pour irriguer la face antérieure.
Elle s'anastomose avec les rameaux auriculaires pariétales et antérieures de l'artère temporale superficielle.